# Teen Choice Awards 2008
Der zehnte Teen Choice Award wurde am 4. August 2008 in 45 Kategorien verliehen. Der Sender FOX übertrug die Verleihung live.

## Choice Movie Actor: Drama
Gewinner:
- Stop-Loss (2008) – Channing Tatum

Nominierte:
- Into the Wild (2007) – Emile Hirsch
- Machtlos (2007) – Jake Gyllenhaal
- Stop-Loss (2008) – Ryan Phillippe
- Helden der Nacht – We Own the Night (2007) – Mark Wahlberg (I)

## Choice Movie Actor: Action Adventure
Gewinner:
- Indiana Jones und das Königreich des Kristallschädels (2008) – Shia LaBeouf

Nominierte:
- The Forbidden Kingdom (2008) – Jackie Chan (I)
- Indiana Jones und das Königreich des Kristallschädels (2008) – Harrison Ford (I)
- Iron Man (2008) – Robert Downey Jr.
- Speed Racer (2008) – Emile Hirsch

## Choice Movie Actor: Comedy
Gewinner:
- Love Vegas (2008) – Ashton Kutcher

Nominierte:
- Verwünscht (2007) – James Marsden (I)

Auch für 27 Dresses (2008).
- Juno (2007) – Michael Cera

Auch für Superbad (2007).
- Semi-Pro (2008) – Will Ferrell
- Superbad (2007) – Jonah Hill

## Choice Movie Actor: Horror/Thriller
Gewinner:
- I Am Legend (2007) – Will Smith (I)

Nominierte:
- 30 Days of Night (2007) – Josh Hartnett
- Cloverfield (2008) – Michael Stahl-David
- Ein tödlicher Anruf (2008) – Edward Burns (I)
- The Strangers (2008) – Scott Speedman

## Choice Movie Actress: Drama
Gewinner:
- Abbitte (2007) – Keira Knightley

Nominierte:
- 21 (2008) – Kate Bosworth
- Der Klang des Herzens (2007) – Keri Russell
- Die Schwester der Königin (2008) – Scarlett Johansson
- Machtlos (2007) – Reese Witherspoon

## Choice Movie Actress: Horror/Thriller
Gewinner:
- The Eye (2008/I) – Jessica Alba

Nominierte:
- Cloverfield (2008) – Odette Yustman
- Ein tödlicher Anruf (2008) – Shannyn Sossamon
- Prom Night (2008) – Brittany Snow
- The Strangers (2008) – Liv Tyler

## Choice Movie Actress: Action Adventure
Gewinner:
- Jumper (2008) – Rachel Bilson

Nominierte:
- Iron Man (2008) – Gwyneth Paltrow
- Das Vermächtnis des geheimen Buches (2007) – Diane Kruger
- Die Insel der Abenteuer (2008) – Abigail Breslin
- Speed Racer (2008) – Christina Ricci

## Choice Movie Actress: Comedy
Gewinner:
- Juno (2007) – Elliot Page[A 1]

Nominierte:
- Verwünscht (2007) – Amy Adams (III)
- Nie wieder Sex mit der Ex (2008) – Kristen Bell (I)
- Sex and the City – Der Film (2008) – Sarah Jessica Parker
- Love Vegas (2008) – Cameron Diaz

## Choice Movie: Comedy
Gewinner:
- Juno (2007)

Nominierte:
- Baby Mama (2008)
- Road Trip (2008)
- Semi-Pro (2008)
- Superbad (2007)

## Choice Summer Movie: Action Adventure
Gewinner:
- Hancock (2008)

Nominierte:
- The Dark Knight (2008)
- Hulk (2008)
- Die Reise zum Mittelpunkt der Erde (2008)
- Wanted (2008)

## Choice Movie: Drama
Gewinner:
- Step Up to the Streets (2008)

Nominierte:
- 21 (2008)
- August Rush (2007)
- Into the Wild (2007)
- Stop-Loss (2008)

## Choice Summer Movie: Comedy
Gewinner:
- Get Smart (2008)

Nominierte:
- Kung Fu Panda (2008)
- Meet Dave (2008)
- WALL-E – Der Letzte räumt die Erde auf (2008)
- Leg dich nicht mit Zohan an (2008)

## Choice Movie: Romantic Comedy
Gewinner:
- Love Vegas (2008)

Nominierte:
- Dan – Mitten im Leben! (2007)
- Vielleicht, vielleicht auch nicht (2008)
- Nie wieder Sex mit der Ex (2008)
- Verliebt in die Braut (2008)

## Choice Movie Breakout Male
Gewinner:
- Superhero Movie (2008) – Drake Bell

Nominierte:
- 21 (2008) – Jim Sturgess

Auch für Across the Universe (2007).
- Die Chroniken von Narnia: Prinz Kaspian von Narnia (2008) – Ben Barnes (I)
- Nie wieder Sex mit der Ex (2008) – Jason Segel
- Juno (2007) – Michael Cera

Auch für Superbad (2007).

## Choice Comedian
Gewinner:
- Adam Sandler (I)

Nominierte:
- Michael Cera
- Dane Cook
- Will Ferrell
- Jonah Hill

## Choice Movie: Chick Flick
Gewinner:
- 27 Dresses (2008)

Nominierte:
- Verwünscht (2007)
- Ein Schatz zum Verlieben (2008)
- P.S. Ich liebe Dich (2007)
- Sex and the City – Der Film (2008)

## Choice Movie: Action Adventure
Gewinner:
- Die Chroniken von Narnia: Prinz Kaspian von Narnia (2008)

Nominierte:
- The Forbidden Kingdom (2008)
- Indiana Jones und das Königreich des Kristallschädels (2008)
- Iron Man (2008)
- Speed Racer (2008)

## Choice Movie Breakout Female
Gewinner:
- Juno (2007) – Elliot Page[A 1]

Nominierte:
- Nie wieder Sex mit der Ex (2008) – Kristen Bell (I)
- Nie wieder Sex mit der Ex (2008) – Mila Kunis
- The Great Debaters (2007) – Jurnee Smollett
- Step Up to the Streets (2008) – Briana Evigan

## Choice Movie: Horror/Thriller
Gewinner:
- I Am Legend (2007)

Nominierte:
- 30 Days of Night (2007)
- Cloverfield (2008)
- Prom Night (2008)
- The Strangers (2008)

## Choice Movie Villain
Gewinner:
- Sweeney Todd – Der teuflische Barbier aus der Fleet Street (2007) – Johnny Depp

Nominierte:
- Verwünscht (2007) – Susan Sarandon
- Indiana Jones und das Königreich des Kristallschädels (2008) – Cate Blanchett
- Iron Man (2008) – Jeff Bridges (I)
- Jumper (2008) – Samuel L. Jackson

## Choice TV Actor: Drama
Gewinner:
- „One Tree Hill“ (2003) – Chad Michael Murray

Nominierte:
- „Friday Night Lights“ (2006) – Taylor Kitsch
- „Gossip Girl“ (2007) – Penn Badgley
- „Gossip Girl“ (2007) – Chace Crawford
- „Grey’s Anatomy“ (2005) – Patrick Dempsey (I)

## Choice TV Actor: Action Adventure
Gewinner:
- „Heroes“ (2006/II) – Milo Ventimiglia

Nominierte:
- „Lost“ (2004) – Matthew Fox (I)
- „Lost“ (2004) – Josh Holloway
- „Prison Break“ (2005) – Wentworth Miller
- „Smallville“ (2001) – Tom Welling

## Choice TV Actor: Comedy
Gewinner:
- „Das Büro“ (2005) – Steve Carell

Nominierte:
- „How I Met Your Mother“ (2005) – Neil Patrick Harris
- „Samantha Who?“ (2007) – Barry Watson (I)
- „Two and a Half Men“ (2003) – Charlie Sheen (I)
- „Alles Betty!“ (2006) – Michael Urie

## Choice TV Actress: Drama
Gewinner:
- „Gossip Girl“ (2007) – Blake Lively

Nominierte:
- „Gossip Girl“ (2007) – Leighton Meester
- „Grey’s Anatomy“ (2005) – Katherine Heigl
- „One Tree Hill“ (2003) – Hilarie Burton
- „One Tree Hill“ (2003) – Sophia Bush

## Choice TV Actress: Comedy
Gewinner:*„Hannah Montana“ (2006) – Miley Cyrus
Nominierte:
- „30 Rock“ (2006) – Tina Fey
- „Hannah Montana“ (2006) – Miley Cyrus
- „My Name Is Earl“ (2005) – Jaime Pressly
- „Samantha Who?“ (2007) – Christina Applegate
- „Alles Betty!“ (2006) – America Ferrera

## Choice TV Actress: Action Adventure
Gewinner:
- „Heroes“ (2006/II) – Hayden Panettiere

Nominierte:
- „Heroes“ (2006/II) – Ali Larter
- „Lost“ (2004) – Evangeline Lilly
- „Smallville“ (2001) – Kristin Kreuk
- „Terminator: The Sarah Connor Chronicles“ (2008) – Summer Glau

## Choice TV Reality Music Competition
Gewinner:
- „American Idol: The Search for a Superstar“ (2002)

Nominierte:
- „Don’t Forget the Lyrics!“ (2007)
- „Making the Band 4“ (2007)
- „The Next Great American Band“ (2007)
- „Pussycat Dolls Present: Girlicious“ (2008)

## Choice TV Reality Dance
Gewinner:
- „Randy Jackson Presents America's Best Dance Crew“ (2008)

Nominierte:
- „Dance War: Bruno vs. Carrie Ann“ (2008)
- „Dancing with the Stars“ (2005/I)
- „So You Think You Can Dance“ (2005)
- „Your Mama Don't Dance“ (2008)

## Choice TV Villain
Gewinner:
- „Gossip Girl“ (2007) – Ed Westwick

Nominierte:
- „Heroes“ (2006/II) – Zachary Quinto
- „The Hills“ (2006) – Spencer Pratt
- „Smallville“ (2001) – Michael Rosenbaum (I)
- „Alles Betty!“ (2006) – Vanessa Williams (VII)

## Choice TV Female Reality/Variety Star
Gewinner:
- „The Hills“ (2006) – Lauren Conrad

Nominierte:
- „America’s Next Top Model“ (2003) – Whitney Thompson (II)
- „Dancing with the Stars“ (2005/I) – Kristi Yamaguchi
- „The Hills“ (2006) – Heidi Montag
- „Keeping Up with the Kardashians“ (2007) – Kimberly Kardashian

## Choice TV Personality
Gewinner:
- „America’s Next Top Model“ (2003) – Tyra Banks

Nominierte:
- „American Idol: The Search for a Superstar“ (2002) – Simon Cowell
- „American Idol: The Search for a Superstar“ (2002) – Ryan Seacrest

Auch für „E! News Daily“ (1996).
- „Project Runway“ (2005) – Heidi Klum
- „Randy Jackson Presents America's Best Dance Crew“ (2008) – Lil’ Mama

## Choice Summer TV Show
Gewinner:
- „The Secret Life of the American Teenager“ (2008)

Nominierte:
- „Degrassi: The Next Generation“ (2001)
- „High School Musical: Get in the Picture“ (2008)
- „Randy Jackson Presents America's Best Dance Crew“ (2008)
- „So You Think You Can Dance“ (2005)

## Choice TV Show: Drama
Gewinner:
- „Gossip Girl“ (2007)

Nominierte:
- „Friday Night Lights“ (2006)
- „Grey’s Anatomy“ (2005)
- „Dr. House“ (2004)
- „One Tree Hill“ (2003)

## Choice TV Reality Competition
Gewinner:
- „The Big Give“ (2007)

Nominierte:
- „American Gladiators“ (2008)
- „Big Brother“ (2000/II)
- „Survivor“ (2000)

## Choice TV Male Reality/Variety Star
Gewinner:
- „American Idol: The Search for a Superstar“ (2002) – David Cook (I)

Nominierte:
- „The Hills“ (2006) – Brody Jenner
- „Life of Ryan“ (2007) – Ryan Sheckler
- „Randy Jackson Presents America's Best Dance Crew“ (2008) – „The JabbaWockeeZ“
- „Rob & Big“ (2006) – Rob Dyrdek; Chris Boykin (II)

## Choice TV Show: Action Adventure
Gewinner:
- „Heroes“ (2006/II)

Nominierte:
- „Lost“ (2004)
- „Prison Break“ (2005)
- „Smallville“ (2001)
- „Terminator: The Sarah Connor Chronicles“ (2008)

## Choice TV Looking for Love
Gewinner:
- „Der Junggeselle“ (2002)

Nominierte:
- „The Bachelorette“ (2003)
- „Flavor of Love“ (2006)
- „I Love New York“ (2007)
- „Rock of Love with Bret Michaels“ (2007)

## Choice TV Breakout Star Male
Gewinner:
- „Gossip Girl“ (2007) – Chace Crawford

Nominierte:
- „Chuck“ (2007) – Zachary Levi
- „Gossip Girl“ (2007) – Ed Westwick
- „Randy Jackson Presents America's Best Dance Crew“ (2008) – „The JabbaWockeeZ“
- „Terminator: The Sarah Connor Chronicles“ (2008) – Thomas Dekker (I)

## Choice TV Game Show
Gewinner:
- „Deal or No Deal“ (2005)

Nominierte:
- „Are You Smarter Than a 5th Grader?“ (2007/I)
- „Duel“ (2007)
- „The Moment of Truth“ (2008)

## Choice TV Show: Comedy
Gewinner:
- „Hannah Montana“ (2006)

Nominierte:
- „Desperate Housewives“ (2004)
- „How I Met Your Mother“ (2005)
- „Two and a Half Men“ (2003)
- „Alles Betty!“ (2006)

## Choice TV Celebrity Reality
Gewinner:
- „The Hills“ (2006)

Nominierte:
- „Keeping Up with the Kardashians“ (2007)
- „Life of Ryan“ (2007)
- „Rob & Big“ (2006)
- „Run's House“ (2005)

## Choice TV Breakout Show
Gewinner:
- „Gossip Girl“ (2007)

Nominierte:
- „Miss Guided“ (2008)
- „Randy Jackson Presents America's Best Dance Crew“ (2008)
- „Samantha Who?“ (2007)
- „Terminator: The Sarah Connor Chronicles“ (2008)

## Choice TV Breakout Star Female
Gewinner:
- „Gossip Girl“ (2007) – Blake Lively

Nominierte:
- „Gossip Girl“ (2007) – Leighton Meester
- „Gossip Girl“ (2007) – Taylor Momsen
- „Dr. House“ (2004) – Olivia Wilde (II)
- „Terminator: The Sarah Connor Chronicles“ (2008) – Summer Glau

## Choice TV Animated Show
Gewinner:
- „Family Guy“ (1999)

Nominierte:
- „American Dad“ (2005)
- „Aqua Teen Hunger Force“ (2000)
- „Die Simpsons“ (1989)

## Choice TV Reality Beauty & Makeover
Gewinner:
- „America’s Next Top Model“ (2003)

Nominierte:
- „Beauty and the Geek“ (2005)
- „The Biggest Loser“ (2004)
- „Extreme Makeover: Home Edition“ (2003)
- „Project Runway“ (2005)

## Weblink
- Teen Choice Awards 2008 bei IMDb